# Будва (община)
Община Будва (черног. општина Будва) — община в Черногории. Административный центр — город Будва.

## География
Расположена в южной части Черногории, на побережье Адриатического моря. Занимает площадь в 122 км².

## Состав
В состав общины входят следующие населенные пункты:
| - Бечичи (Bečići) - Близикуче (Blizikuće) - Борети (Boreti) - Браичи (Brajići) - Брда (Brda) - Будва (Budva) - Бульярица (Buljarica) - Вити До (Viti Do) - Дробничи (Drobnići) - Дженаши (Đenaši) - Жуковица (Žukovica) | - Илино Брдо (Ilino Brdo) - Калудерац (Kaluderac) - Катун Режевичи (Katun Reževići) - Крстац (Krstac) - Кульяче (Kuljače) - Лапчичи (Lapčići) - Марковичи (Markovići) - Новоселье (Novoselje) - Петровац на Мору (Petrovac na Moru) - Побори (Pobori) - Подбабац (Podbabac) | - Подострог (Podostrog) - Пржно (Pržno) - Приевор (Prijevor) - Радженовичи (Rađenovići) - Риека Режевичи (Rijeka Reževići) - Свети-Стефан (Sveti Stefan) - Станишичи (Stanišići) - Тудоровичи (Tudorovići) - Чами До (Čami Do) - Челобрдо (Čelobrdo) - Чучуке (Čučuke) |

## Демография
По данным переписи населения 2017 года в общине проживали 20 982 человека.
Ниже приведенные данные указаны по переписи 2011 года.

### Национальный состав
| Национальность | Кол-во человек | Процент |
| -------------- | -------------- | ------- |
| Черногорцы     | 9.262          | 48,19 % |
| Сербы          | 7.247          | 37,71 % |
| Остальные      | 1.559          | 8,11 %  |
| Не указали     | 1.150          | 5,98 %  |

### Родной язык
| Национальность    | Кол-во человек | Процент |
| ----------------- | -------------- | ------- |
| Сербский язык     | 9.974          | 51,90 % |
| Черногорский язык | 6.684          | 34,78 % |
| Остальные         | 1.481          | 7,71 %  |
| Не указали        | 835            | 4,34 %  |
| Албанский язык    | 244            | 1,27 %  |

### Вероисповедание
| Национальность      | Кол-во человек | Процент |
| ------------------- | -------------- | ------- |
| Православные        | 16.947         | 88,18 % |
| Мусульмане          | 654            | 3,40 %  |
| Не указали          | 583            | 3,03 %  |
| Римо-католики       | 432            | 2,25 %  |
| Атеисты и агностики | 364            | 1,89 %  |
| Остальные           | 238            | 1,24 %  |